# Le Prix d'une vie (téléfilm, 1991)
Pour les articles homonymes, voir Le Prix d'une vie.
Le Prix d'une vie (Comprarsi la vita) est un téléfilm franco-italien réalisé par Domenico Campana, diffusé en 1991.

## Synopsis
Une mère tente de conquérir le père inconnu pour bâtir sa vie.

## Fiche technique
- Titre original : Comprarsi la vita
- Réalisation : Domenico Campana
- Scénario : Domenico Campana
- Photographie : Franco Di Giacomo et Carlo Taffani
- Musique : Piero Piccioni
- Durée : 95 min
- Pays :  France,  Italie

## Distribution
- Marianne Basler : Angelina
- Richard Berry : Giorgio
- Alessandro Gassman : Fabrizio
- Eleonora Brigliadori : Tiziana
- Philippe Leroy : le professeur
- Stefano Oppedisano : Franco